# Hans Jordaens III
Pour les articles homonymes, voir Hans Jordaens et Jordaens.
Hans Jordaens III, également nommé Hans III Jordaens, est un peintre et un dessinateur des Pays-Bas méridionaux, né a Delf entre 1585 et 1605 et inhumé le 15 août 1643 à Anvers.

## Œuvres

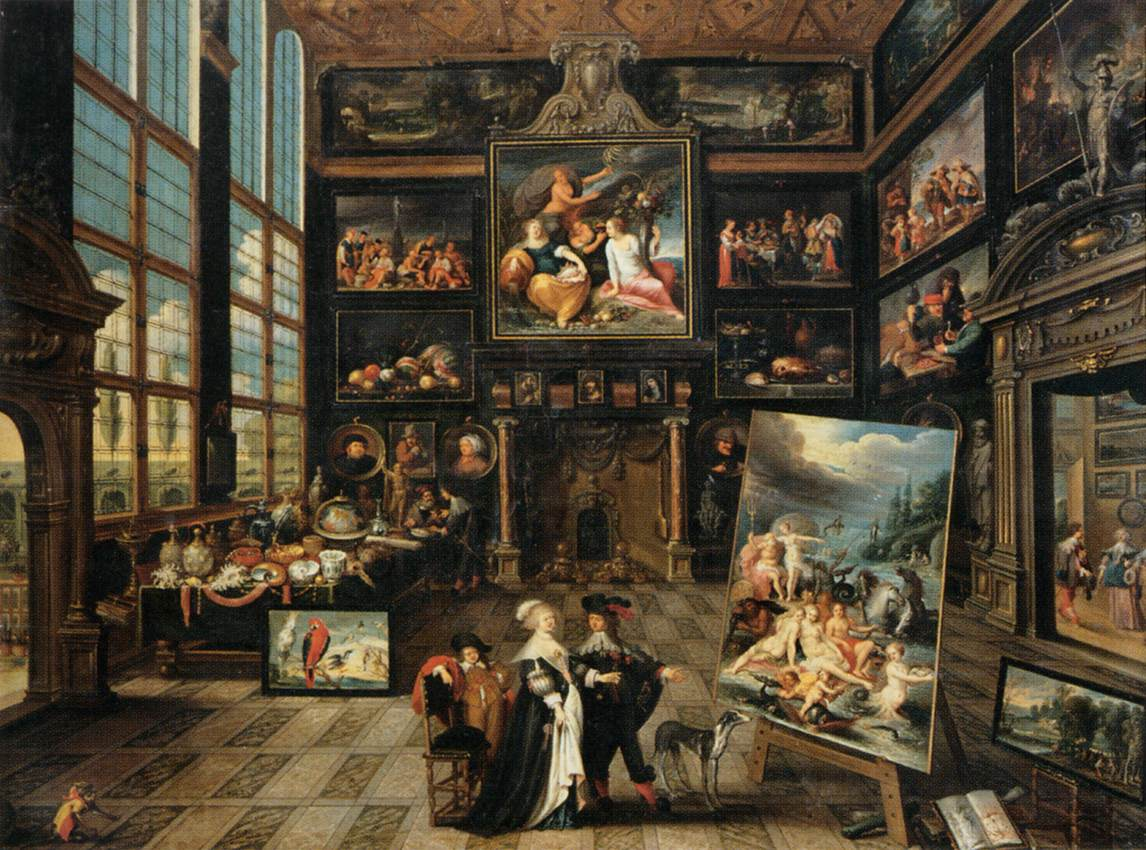
Intérieur d'une galerie de tableaux et d'objets d'art.

Dans Intérieur d'une galerie de tableaux et d'objets d'art de Cornelis de Baellieur, il s'est chargé de l'architecture et des tableaux aux murs. Cette œuvre, propriété du département des peintures du musée du Louvre (numéro d'inventaire MI 699), est exposée dans L'Europe de Rubens, au Louvre-Lens,,.
Une huile sur toile, la rencontre de Jacob et de Joseph, 1636, (149,6 x 199 cm) est présentée au musée des beaux-arts de Brest.